# Острови на Великобритания
- Великобритания (остров)
- Остров Браунси
- Шетландски острови
- Западни острови

## Коронни владения
- Ман (остров)
- Джърси
- Гърнси

## Задморски територии
- Ангуила
- Бермудски острови
- Британски Вирджински острови
- Кайманови острови
- Монсерат
- Питкерн
- Света Елена
- Възнесение (остров)
- Тристан да Куня
- Търкс и Кайкос
- Фолкландски острови
- Южна Джорджия и Южни Сандвичеви острови